# Free (singel Natalii Kills)
Free - singel brytyjskiej piosenkarki Natalii Kills, pochodzący z jej debiutanckiego albumu Perfectionist. Utwór napisany został przez Natalię, Jeffa Bhaskera, Kida Cudiego oraz No I.D. i wyprodukowany przez Bhaskera. Piosenka została wybrana jako 3 singiel z albumu i wydana 22 czerwca 2011 roku. W przeciwieństwie do wersji albumowej, na singlowej utworu występuje członek Black Eyed Peas, Will.I.Am. Free dotarło do szczytu w Austrii i osiągnęło sukces w Europie.

## Teledysk
Klip miał swoją premierę na oficjalnym kanale Youtube dnia 6 lipca 2011 roku.

### Alternatywne wideo
6 września Natalia zapowiedziała, że nagrała alternatywną wersję klipu do Free. Oficjalna premiera odbyła się 12 września na kanale VEVO wokalistki.

## Listy utworów i formaty singla
- Digital download

1. "Free" featuring will.i.am – 4:29

- UK Digital EP

1. "Free" featuring will.i.am - 4:29
2. "Free" - 3:57
3. "Free" featuring will.i.am (Moto Blanco Club Mix) - 7:34
4. "Free" featuring will.i.am (The Bimbo Jones Radio Edit) - 3:50

- 2-Track CD Single

1. "Free" feat. will.i.am - 4.15
2. "Free" feat. will.i.am (The Bimbo Jones Radio Edit) - 3:52